# Nagrajevanje zaposlenih
Nagrajevanje zaposlenih je pomemben del upravljanja s človeškimi viri, saj ustrezen sistem nagrajevanja lahko motivira zaposlene, da s svojim delom čim bolj prispevajo k doseganju ciljev podjetja. Z vidika podjetja so poslovni cilji toliko bolj izpolnjeni, kolikor bolj so usklajene zahteve podjetja in nagrade zaposlenih, saj se je zaposleni sposoben bolj truditi, če razume cilje podjetja in tako, v skladu s svojim prispevkom, začne prejemati večjo nagrado.

## Cilji programov za nagrajevanje
Cilji, ki naj bi jih programi za nagrajevanje podjetja pomagala doseči:
- izpolnjevanje zahtev, ki izhajajo iz zakonov in predpisov,
- ohranjanje občutka za pravičnost in poštenost v delovnem kolektivu,
- privlačiti nov, visoko usposobljen kader,
- motiviranje zaposlenih,
- nadzorovanje stroškov.

## Sistem plač in nagrajevanja v organizaciji
Pri določanju sistema plač in nagrajevanja razlikujemo med stalnim in gibljivim delom prejemkov zaposlenih. Stalni del je odvisen od značilnosti dela, ki ga nekdo opravlja, gibljivi pa od kvalitete opravljanja dela . Največji delež izplačil običajno zajema osnovna plača, ki jo delavec dobi za uspešnost pri delu določene zahtevnosti in za opravljeno število delovnih ur. V stalni del izplačil spadajo tudi nadomestila plače za ure opravičene odsotnosti, kot so dopusti, prazniki ali bolezenski izostanki. Dodatki in ugodnosti so prav tako večinoma stalni , na primer dodatek za nočno delo, delovno dobo ali težke razmere. Ugodnosti so lahko povezane z delovnim mestom (na primer pokojninsko zavarovanje), lahko pa so vezane na uspešnost delavca (na primer uporaba službenega avta v zasebne namene). Plačilo za uspešnost in nagrade v celoti spadajo v gibljivi del izplačil. Razmerja med velikostjo posameznih sestavin se lahko zelo razlikujejo med podjetji in na ta način podjetja oblikujejo podobo delodajalca in vplivajo na svoj konkurenčni položaj pri iskanju kadra na trgu dela.
Osnovna plača, nadomestila, dodatki in plačilo po uspešnosti se praviloma izplačajo v denarju ali vrednostnih papirjih, nagrade in ugodnosti pa so lahko tako denarne kot nedenarne . Med nedenarne sodijo vse oblike prejemkov v naravi in nematerialne ugodnosti (na primer višji ugled) ter nematerialne nagrade (priznanja in pohvale). Temeljna razlika med nedenarnimi in nematerialnimi nagradi je v tem, da slednje niso povezane z neko večjo vrednostjo, ki jo lahko izrazimo v denarju. Na primer, če nekomu omogočimo obisk konference, je to nedenarna nagrada, če pa za svojo uspešnost dobi priznanje, je to nematerialna nagrada.

### Sestava tipične slovenske plače
Glede na veljavni institucionalni okvir plač in nagrajevanja v Sloveniji je prikaz tipične slovenske plače naslednji:
- osnovna plača,
- dodatki za posebne obremenitve, neugodne vplive okolja, nevarnost pri delu in manj ugodni delovni čas,
- dodatek za delovno dobo in za stalnost,
- ugodnosti (npr. pokojninsko, zdravstveno, socialno zavarovanje),
- bonitete,
- nadomestila za čas, ko delavec ne dela (npr plačilo med dopustom),
- plačilo za delovno uspešnost,
- plačilo za uspešnost poslovanja,
- nagrade za posebne dosežke,
- drugi osebni prejemki (npr. regres za letni dopust),
- povračila stroškov v zvezi z delom (npr. prehrana, prevozi),
- druge ugodnosti po presoji delodajalca (npr. obseg izobraževanja za poslovne potrebe)

### Najpogostejši sistemi nagrajevanja
Merkač Skok  navaja, da se zadnjih letih vse bolj uveljavlja plačilo v kombinirani obliki fiksne plače, provizije in bonusov, saj takšni programi kombiniranega nagrajevanja prinašajo veliko prednosti: omogočajo stabilnost v zaslužkih in neposredno motivirajo, saj zaposlenim omogočajo, da točno vedo, da so njihovi dohodki premosorazmerni z njihovim doseženim rezultatom. 
Sistem nagrajevanja in način, na kateri ga organizacija uporabi, je odvisen predvsem od organizacije same  in njenih ciljev, ki naj bi jih dosegli delavci. Plača spada med psihološke faktorje, zato je ključno vprašanje, s katerim se srečujejo v organizacijah, kako določiti višino plače, ki bo hkrati delavcu omogočila normalno življenje in vplivala na njegovo zavzetost za delo . 
Sistemi nagrajevanja, ki se v praksi najpogosteje pojavljajo so nagrajevanje po času, normi, akordu, skupnem ekonomskem učinku in sistem premij in nagrad .
Nagrajevanje po času - Plača je nagrada za čas, ki ga delavec preživi v podjetju. Merkač Skok  povzema ugotovitve drugih avtorjev, ki pravijo, da ta sistem ne upošteva rezultatov izvajanja naloge, zato delavca ne more vzpodbujati k čim uspešnejšemu delu. Najpogosteje se uporablja pri delih, ki so povezana z visoko odgovornostjo ali pri katerih je pomembna predvsem kvaliteta.
Nagrajevanje po normi - Ta sistem vzpodbuja delavca k čim večji količni rezultatov, ki je določena vnaprej in je postavljena za vsako delovno mesto posebej. Posledice se lahko kažejo v slabši kvaliteti in izčrpanosti delavca.
Nagrajevanje po akordu - Gre za enak sistem kot je nagrajevanje po normi, le da se količina proizvedenih rezultatov v časovni enoti določa s pogajanjem.
Nagrajevanje po skupnem ekonomskem učinku - Od rezultatov je odvisno, koliko bodo delavci udeleženi pri delitvi dobička. Sistem zato vzpodbuja tako kvaliteto kot kvantiteto, hkrati pa tudi gospodarnost (prihranek materiala, koordinacijo, timsko delo in soodvisnost). Pomanjkljivost modela je v tem, da se težko opredeli vlogo posameznika in s tem njegovo upravičenost do nagrade.
Sistem premij in nagrad - Lahko se nagrajuje za: posebne priložnosti, zvestobo, požrtvovalnost, ali glede na življenjske stroške. Prav tako trdi, da ima pomembno vlogo tudi plačilo za čas, ko delavec ne dela (dopust, bolniški, porodniški itd.). Meni, da je nujno, da ta sistem vedno le dopolnjuje že vnaprej določen sistem nagrajevanja, pri čemer je potrebno jasno določiti mejo med nagrajevanjem za osnovno delo in nagrajevanjem za posebne učinke.

## Vpliv sistema plač in nagrajevanja na zmožnosti zaposlenih[2]
Vpliva na oceno privlačnosti delodajalca – Bolj kot je delodajalec privlačen, večja je njegova konkurentnost na trgu dela, kar je pomembno za privabljanje najboljših kadrov.
Sporoča, kakšne zmožnosti so v podjetju pomembne – Gre za učinkovito kadrovsko sito, saj na primer tisti, ki se niso pripravljeni nenehno učiti, verjetno ne bodo sprejli zaposlitve v podjetju, v katerem je povišanje plače odvisno od novo pridobljenega znanja.
Spodbuja zaposlene, da pridobivajo novo znanje in razvijajo svoje sposobnosti – Ta vpliv je prisoten še posebej takrat, kadar je v sistemu vzpostavljena neposredna zveza med obsegom znanja in povišanjem plače.

## Vloga plač pri motiviranju zaposlenih
Motivacija za delo je pomembna, saj brez nje ni mogoče opraviti nobenih aktivnosti in zadovoljiti svojih potreb. Zaradi motivacije za delo imajo zaposleni občutek, da jim delo predstavlja izziv, prevzemajo pa tudi odgovornost za doseganje osebnih ciljev in ciljev organizacije Motivacija za delo je pomembna, saj brez nje ni mogoče opraviti nobenih aktivnosti in zadovoljiti svojih potreb. Zaradi motivacije za delo imajo zaposleni občutek, da jim delo predstavlja izziv, prevzemajo pa tudi odgovornost za doseganje osebnih ciljev in ciljev organizacije .
Zupan  navaja, da so plače za večino zaposlenih najpomembnejši vir za preživetje in izboljšanje kakovosti življenja, obenem pa jim predstavljajo tudi nadomestilo za vložen trud in priznanje prispevka vsakega posameznika k poslovanju podjetja.
Po Herzbergu  denar ni pomemben spodbujevalec, ampak je pomembnejše priznanje, da oseba dobro dela. Zupan  se s tem strinja, vendar hkrati poudarja, da je takšno razmišljanje smiselno za tiste zaposlene, katerim plača omogoča uspešen življenjski standard. Prav tako po njenem mnenju potrebno upoštevati tudi dejstvo, da so potrebe in želje ter odnos do denarja pri ljudeh zelo različni in mnogim denar predstavlja pomemben motivacijski dejavnik.

## Trend - prehajanje iz stalne zaposlitve v fleksibilizacijo dela

### Uvajanje redne zaposlitve za vse delavce[5]
Leta 1961 je Walter Reuther, strokovnjak za masovno psihologijo, predlagal podjetjem General Motors, Ford in Chrysler, da redno zaposlijo vseh svojih skupno 500 000 delavcev, kar je sprožilo pomembna pogajanja med vodilnimi kadri in sindikati. Ideja o redni zaposlitvi za vse zaposlene pa ni bila povsem nova, saj so nekatera podjetja že nekaj let prej uvedla redno zaposlitev za vse svoje delavce. Zaradi tehnoloških sprememb, ki so zahtevale bolj napredno industrijsko delovno silo, se je spreminjal socioekonomski odnos med delodajalci in zaposlenimi. Vodstvo je zaznavalo vedno večjo potrebo po prepoznavanju spremenjenih pričakovanj delavcev in potrebo po ustvarjanju večje identifikacije delavca s cilji podjetja. Redno zaposlovanje vseh delavcev se je vodstvu zdelo kot vsaj delni odgovor na te potrebe. Podjetja, ki so med prvimi redno zaposlila vse svoje delavce, so bila Gillette Safety Razor, International Business Machines Corporation (IBM), The Cannon Electric Company, mnoga druga pa so začela ta koncept uvajati v svojo politiko. Razlogi za takšno odločitev so bili podobni pri različnih podjetjih: (1) odnosi med zaposlenim in delodajalcem so se spreminjali in (2) zaradi vse večje soodvisnosti zaposlenih in podjetja v doseganju uspeha, varnosti in rasti, se je klima v organizaciji morala spremeniti in sicer je podjetje moralo izkazati svoje zaupanje v delavca in mu hkrati zagotoviti ekonomsko varnost, delavec pa je moral sprejeti odgovornost za svoj maksimalni prispevek k uspešnosti podjetja (vključno z redno prisotnostjo na delovnem mestu).

### Zadovoljni zaposleni?
V obdobju 60-ih let 20. stoletja, ko se so dogajali revolucionarni premiki v uvajanju rednih zaposlitev, ki naj bi prispevale k večjemu zadovoljstvu zaposlenih, je Thomas G. Spates  opozarjal, da “zadovoljni” zaposleni ni nujno tudi najbolj produktiven. Povzemal je takratne raziskave, ki so pokazale, da je zaposleni lahko tako zelo zadovoljen, da ne želi nobenih sprememb na delovnem mestu. Po drugi strani pa lahko želi “nezadovoljni” in “agresivni” zaposleni spremeniti svoje delovne pogoje in je zato odprt za spremembe, izboljšanja, inovacije ter išče boljše načine za izvedbo dela. Sporočilo, ki ga je želel podati, je torej, da se visoki standardi človeških vrednot ne ohranjajo z iracionalnimi pričakovanji, da bi bili vsi srečni, ampak z zavedanjem zelo kompleksne narave spodbud produktivnosti.

### Fleksibilizacija zaposlovanja
V zahodnih kapitalističnih družbah se z zadnjih letih na področju zaposlovanja in trga delovne sile vse bolj namesto standardne zaposlitve s polnim delovnim časom za nedoločen čas uveljavljajo manj formalne, neformalne oziroma fleksibilne oblike dela . Različni učinki fleksibilizacije zaposlovanja na različne skupine so odvisni od okoliščin, v katerih poteka in vidika, s katerega jih ocenjujemo :
- Podjetja in delodajalci: pri njih je fleksibilno zaposlovanje vse bolj priljubljeno in zaželeno, saj jim omogoča stalno prilagajanje spreminjajočim se tržnim razmeram in pogojem poslovanja ter hkrati več svobode pri odpuščanju.
- Država: Fleksibilizacija ima za državo dva nasprotujoča učinka in sicer po eni strani nudi priložnosti za pospeševanje zaposlovanja, kar posledično zmanjšuje brezposelnost, po drugi strani pa to pomeni manj sredstev v državno blagajno in manjšo socialno varnost zaposlenih, kar lahko vodi v tveganje za nastanek socialnih problemov.
- Delavci: Pomen fleksibilizacije je odvisen od tega, ali gre za prostovoljno izbiro ali ne. Za delavca je to pozitivna možnost, če prostovoljno izbere tovrstno obliko zaposlitve, ker mu to omogoča boljše usklajevanje delovnih obveznosti in družinskega življenja ali pa dodaten delovni zaslužek. Problem nastane v primeru neprostovoljne fleksibilnosti, ki povečuje socialno negotovost delovno aktivnih ljudi. Leskošek [9] namreč opozarja, da fleksibilizacija ne omogoča samo lažjega prehajanja med zaposlitvami, ampak tudi zmanjšanje pravic delavcev in lažja odpuščanja z delovnega mesta.

Kot enega izmed najpomembnejših elementov kakovosti zaposlitve Smolej  navaja prav varnost zaposlitve. Ta element je zaradi fleksibilizacije zaposlovanja in prožnejših delovnih odnosov močno ogrožen, zato meni, da bi bilo smiselno na državni ravni identificirati oblike zaposlovanja, ki zagotavljajo ali vsaj omogočajo usklajen gospodarski in socialni razvoj družbe in jih tudi spodbujati.